# Peter Leeson
Peter T. Leeson (nascido em 29 de Julho de 1979) é professor para o estudo do capitalismo no Mercatus Center, na Universidade George Mason. É autor de The Invisible Hook: The Hidden Economics of Pirates, um livro que usa a teoria da escolha racional para examinar os incentivos e condições econômicas que influenciaram o comportamento pirata, resultando em serem os pioneiros da democracia.

## Educação
Após conseguir seu bacharelado no Hillsdale College em 2001, Leeson entrou no programa de Ph.D. em economia da Universidade George Mason. Após algum tempo como visitante em Economia Política em Harvard no ano de 2004, ele conquistou seu doutorado pela George Mason em 2005. Leeson completou seu pós-doutorado na London School of Economics.

## Carreira em economia
Após retornar de Londres, Leeson aceitou uma posição de Professor Assistente de Economia na Universidade de West Virginia, onde permaneceu por dois anos. Em 2007, deixou a WVU para aceitar uma posição de Professor BB&T para o Estudo do Capitalismo na Universidade George Mason. Ele também é um Acadêmico Sênior no Mercatus Center.
Além de sua posição de professor e pesquisador na George Mason, Leeson é um acadêmico do Centro para o Estudo de Economia Política no Hampden-Sydney College, um braço de pesquisa do Independent Institute, e atua no Comitê Executivo da Sociedade para o Desenvolvimento da Economia Austríaca. Ele também é um membro da rede de acadêmicos do Virginia Institute para Políticas Públicas, editor associado do Review of Austrian Economics, e acadêmico adjunto do Mackinac Center for Public Policy.
O fundo para o estudo de ordens espontâneas, que é administrado pela Atlas Economic Research Foundation, deu a Leeson o Prêmio Hayek em 2006, observando a erudição que,
"Leeson tem concentrado no estudo do problema da ordem onde não existem leis formais, mostrando como em diversas situações como o comércio entre estranhos, o banditismo na África Centro-Oeste colonial e a moderna Somália, e a vida em sociedades piratas através das eras, mutias vezes surgem regras informais que permitem que a ordem seja preservada sem a mão pesada do controle governamental."

### Economia da pirataria
No rastro do sequestro do barco Maersk Alabama, o livro de Leeson e diversos artigos sobre pirataria receberam atenção da mídia. Num artigo publicado pela National Public Radio, ele disse que "os piratas do início do século XVIII, homens como Blackbeard, "Black Bart" Roberts, e "Calico" Jack Rackam, não eram apenas ladrões. Eles eram também os primeiros experimentadores de alguns dos valores mais queridos do mundo moderno, como a liberdade, democracia, e igualdade."
Apesar disto, Leeson é cuidadoso em notar que ele não elogia as ações criminosas dos piratas. Ele argumenta que sua auto-organização é uma ilustração útil de como a conduta criminosa é baseada no auto-interesse racional. Numa entrevista publicada pelo The New York Times, Leeson sintetizou sua tese: 
"A ideia do ganho invisível é que os piratas, apesar de serem criminosos, continuam impulsionados por auto-interesse. Então, eles são levados a construir sistemas de governo e estruturas sociais que lhes permitam perseguir melhor seus fins criminosos.... A razão pela qual a criminalidade é conduzida por estas estruturas é porque eles não tinham o Estado para providenciar aquelas estruturas para eles. Assim, os piratas, mais do que qualquer um, precisavam descobrir algum sistema de leis e ordem para tornar possível o convívio mútuo, por tempo suficiente para que fossem bem sucedidos em roubar."

## Livros
- The Invisible Hook: The Hidden Economics of Pirates. Princeton: Princeton University Press, 2009. ISBN 978-0691137476
- Media, Institutional Change, and Economic Development (com C. Coyne). Cheltenham: Edward Elgar, 2009.
- The Economic Role of the State (ed. com P. Boettke). Cheltenham: Edward Elgar, sob contrato.
- The Legacy of Ludwig von Mises: Theory and History (ed. com P. Boettke). 2 vol. Aldershot: Edward Elgar, 2006. ISBN 978-1840644029